# Lógica imperativa
Lógica imperativa é a área da lógica que trata de argumentos contendo sentenças em modo imperativo. Em contraste com as sentenças em modo declarativo, imperativas não são verdadeiras nem falsas. Isto resulta em uma quantidade de dilemas lógicos, quebra-cabeças, e paradoxos. Diferente da lógica clássica, quase não há consenso em nenhum aspecto da lógica imperativa.

## Dilema de Jørgensen
Uma das principais preocupações da lógica é a validade lógica. Parece que argumentos com imperativos podem ser validos. Considere:
P1. Tire todos os livros da mesa! 
P2. Fundamentos da Aritmética está na mesa. 	C1. Então, tire Fundamentos da Aritmética da mesa. 
Porém, um argumento é válido se as conclusões seguem das premissas. Isso significa que, as premissas nos dão razão para acreditar na conclusão, ou, alternativamente, o valor verdade das premissas determina o valor verdade da conclusão. Como imperativas não são nem verdadeiras e nem falsas e como elas não são objetos próprios da crença, nenhum dos valores padrões de validade se aplicam a argumentos contendo imperativas.
Este é o dilema. Nenhum argumento contendo imperativas pode ser válido ou não. Mas por outro lado, se tais argumentos podem ser válidos, precisamos de uma nova, ou de uma extensão, forma de avaliação da validade lógica e detalhes concomitantes. Prover tal forma de avaliação é um desafio. Por outro lado, se tal argumento não puder ser validado (tanto em razão do argumento ser inválido como por causa das imperativas), então nossa intuição lógica sobre o argumento acima (e argumentos similares) estão erradas. Como ambas as respostas parecem problemáticas, isso passou a ser conhecido como dilema de Jørgensen, graças a Jørgen Jørgensen.

## Paradoxo de Ross
Alf Ross observou que existe um potencial problema para qualquer calculo de inferência imperativa. A lógica clássica valida as seguintes sentenças: 
P1. O quarto está limpo. 
C1. Portanto, o quarto está limpo ou a grama é verde. 
Essa inferência é chamada introdução da disjunção. Contudo, uma inferência similar não parece funcionar para imperativos. Considere:
P1. Limpe seu quarto! 
C1. Portanto, limpe seu quarto ou bote a casa abaixo! 
O Paradoxo de Ross destaca o desafio enfrentado por quem quer modificar ou acrescentar alguma sentença. O desafio é o que entendemos por uma inferência imperativa válida. Por inferência declarativa válida, as premissas dão uma razão para acreditar que a conclusão. Alguém poderia pensar que para inferência imperativo, as premissas dão uma razão para fazer como a conclusão diz. Enquanto o paradoxo de Ross parece sugerir o contrário, sua gravidade tem sido assunto de muito debate.

## Inferências mistas
A seguir temos um exemplo de inferência imperativa pura:
P1. Faça ambos: lave a louça e limpe seu quarto! C1. Portanto, limpe seu quarto! 
Nesse caso,todas as sentenças que compõe o argumento são imperativas. Nem todas são desse tipo. Considere novamente:
P1. Tire todos os livros da mesa!
P2. Fundamentos da Aritmética está na mesa. 	C1. Então, tire Fundamentos da Aritmética da mesa. 
Note que o Argumento composto tanto de sentenças declarativas como Imperativas tem uma concusão imperativa.
Inferências mistas são de interesse especial dos lógicos. Por exemplo, Henri Poincaré assegurou que nenhuma conclusão imperativa pode ser corretamente derivada de um conjunto de premissas que não contém pelo menos uma imperativa.Enquanto  R.M. Hare  assegurou que nenhuma conclusão declarativa pode ser corretamente derivada  a partir de um conjunto de premissas que não pode ser validamente retiradas das declarativas entre eles sozinho. Não há consenso entre os lógicos sobre a verdade ou falsidade destas ( ou similares ) reivindicações e inferência imperativo e declarativa misturado permanece polemica.

## Aplicações
Além do interesse intrínseco, a lógica imperativa tem outras aplicações. O uso de imperativos na teoria moral deve fazer com que a inferência imperativa seja um assunto importante para a ética e metaética. Além disso, muitas das principais linguagens de programação são linguagens imperativas.

## Leituras Recomendadas
- Charles Leonard Hamblin (1987). Imperatives. [S.l.]: Basil Blackwell. ISBN 978-0-631-15193-7
- Peter B. M. Vranas (2010), IMPERATIVES, LOGIC OF*, Entry for The International Encyclopedia of Ethics
- Harry J. Gensler (2010). Introduction to Logic 2nd ed. [S.l.]: Taylor & Francis. Chapter 12: Deontic and Imperative Logic. ISBN 978-0-415-99650-1 Covers mostly the approach of Héctor-Neri Castañeda.